# وارطان گولوشیان
وارطان گولوشیان (ارمنی: Վարդան Գոլոշյան؛ زادهٔ ۱۸۶۷ - درگذشته ۲۴ مهٔ ۱۸۸۹) یک سیاستمدار، فرد نظامی و فدایی ارمنی اهل ارمنستان بود 

## زندگی‌نامه
در ۱۸۶۷ در تفلیس به دنیا آمد و از مدرسه نرسیسیان و کالج لازاریان (انستیتو زبان‌های شرقی لازاریان) فارغ‌التحصیل شد.  وی در ۲۴ مهٔ ۱۸۸۹ در سن ۲۲ سالگی درگذشت .

## برای مطالعهٔ بیشتر
- Ստեփանյան, Գառնիկ (1973). Կենսագրական բառարան. Vol. Ա. Երևան: «Հայաստան» հրատարակչություն. ISBN 978-5-550-00265-0.
- Babayan, Mikle (2019). Commemorative Book of Independence: Statesmen of the Republic of Armenia 1918-1921. Երևան. p. 22-25. ISBN 978-9939-0-3126-2.
- Adalian, Rouben Paul (2002). Historical Dictionary Of Armenia. Lanham, Maryland: Scarecrow Press, Inc. p. 265-66. ISBN 978-0-8108-4337-0.
- Walker, Christopher J. (1990). _The Survival of a Nation. St. Martin's Press Press. p. 382. ISBN 978-0-312-04944-7. Archived from the original on 13 July 2012.{{cite book}}:  نگهداری یادکرد:ربات:وضعیت نامعلوم پیوند اصلی (link)